# Saadi Al Munla

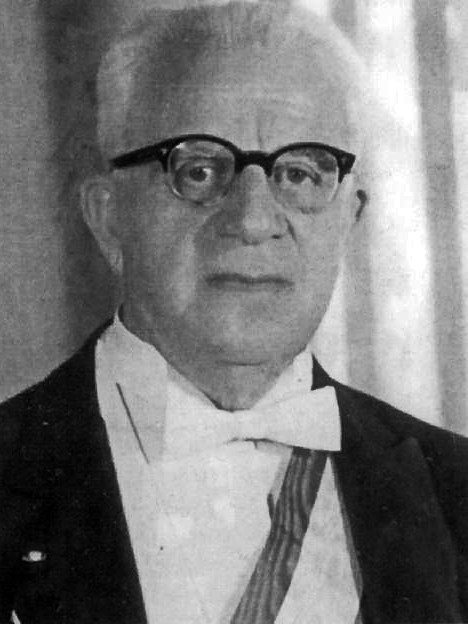
Saadi Al Munla (1890-1975) Abogado y político libanés.

Saadi Al Munla (1890-1975) fue un abogado y político libanés. Fue Primer ministro libanés. También ejerció como ministro de economía.

## Primeros años y educación
Munla nació y se crio en el seno de una familia sunita establecida en Trípoli. Obtuvo un título en leyes.

## Carrera política
Munla trabajó como abogado. Posteriormente pasó a ser miembro del parlamento libanés. Asumió el cargo de primer ministro el 22 de mayo de 1946. Su periodo duró solo hasta el 14 de diciembre de ese mismo año, bajo la presidencia de Bishara El Khoury. Durante este periodo, también ejerció como ministro de economía. Fue un protegido de Rashid Karami.